# Lampasas County
Lampasas County je okres ve státě Texas v USA. K roku 2010 zde žilo 19 677 obyvatel. Správním městem okresu je Lampasas, největším potom Copperas Cove (město zasahuje i do dvou dalších okresů). Celková rozloha okresu činí 1 849 km².